# Promesse à l'inconnue
Pour plus de détails, voir Fiche technique et Distribution.
Promesse à l'inconnue est un film français réalisé par André Berthomieu, sorti en 1942.

## Synopsis
Jean Cartier, tout nouveau lauréat du Prix Goncourt pour son premier roman, rencontre Françoise, une mystérieuse jeune femme dont il tombe amoureux. Celle-ci est l'épouse d'un banquier véreux, Bernard Parker, qui tente de l'entraîner avec lui dans sa fuite en Amérique du sud.
Françoise doit affronter la colère de son mari et le chantage de Lussac, un ancien prétendant.

## Fiche technique
- Titre : Promesse à l'inconnue
- Réalisation : André Berthomieu
- Scénario : André Berthomieu, Françoise Giroud
- Musique : Georges Derveaux
- Image : Georges Benoît
- Montage : Andrée Danis
- Société de production : Les Productions Jason
- Format : Son mono - Noir et blanc - 35 mm  - 1,37:1
- Pays de production :  France
- Genre : comédie romantique
- Durée : 90 minutes
- Date de sortie : 
  - France : 2 octobre 1942
- Affiche : Roger Cartier (France)

## Distribution
- Charles Vanel : Bernard Parker
- Claude Dauphin : Jean Cartier
- Madeleine Robinson : Françoise Parker
- Henri Guisol : Duvernier
- Pierre Brasseur : Lussac
- Gisèle Alcée : La jeune fille
- Nicolas Amato : Le chef de gare
- Marcel André : Chancellin
- Jacques Breteuil : Le speaker
- Lucien Callamand : Bréchard
- Jean Clarens
- Charlotte Clasis : La mère Honoraz
- Robert Dalban : Le commissaire Andréani
- Alexandre Fabry : Le père Honoraz
- Manuel Gary : Le marin du Phocéa
- Gaston Séverin : Le secrétaire des Goncourt
- Jacques Tarride : Le bijoutier